# Hans-Jürgen Greil
Hans-Jürgen Greil ist ein ehemaliger deutscher Bahnradsportler und Weltmeister.
1984 wurde Hans-Jürgen Greil in Barcelona Weltmeister im Tandemrennen, gemeinsam mit Frank Weber. Vier Jahre später, bei der WM in Gent, belegte er in derselben Disziplin Platz zwei, gemeinsam mit Uwe Buchtmann. 1986, 1987 und 1990 wurde er Vize-Meister im Sprint. Von den internationalen Sprinterturnieren gewann er den Großen Preis von Büttgen dreimal. 1986 gewann er den Großen Preis von Berlin.
Hans-Jürgen Greil startete für den RRC „Günther 1921“ Köln-Longerich.